# Historias del Caribe
Historias del Caribe es el segundo EP del cantante venezolano Nacho. Fue lanzado el 17 de septiembre de 2021 por Universal Music Latin. El EP se caracteriza por el estilo urbano de Nacho, donde hay una combinación de ritmos como el reguetón y música latina. Asimismo, el álbum contiene canciones que fueron presentadas en su anterior material UNO, con la diferencia de que se añade una nueva versión de la canción «La buena» en compañía de los cantantes puertorriqueños Justin Quiles,Yandel y Zion.

## Lista de canciones
| N.º | Título                                        | Duración |  |
| 1.  | «La buena» (con Justin Quiles, Yandel y Zion) | 3:40     |  |
| 2.  | «Casualidad» (con Ozuna)                      | 3:04     |  |
| 3.  | «F.O.K. Friends»                              | 3:02     |  |
| 4.  | «Si me lo pides» (con Leo Mota)               | 3:38     |  |
| 5.  | «Mambo a los Haters» (con Fuego)              | 3:19     |  |
| 6.  | «Báilame» (con Yandel y Bad Bunny)            | 3:37     |  |